# 小池隆生
小池 隆生（こいけ たかお、1970年3月11日 - ）は、京都府中郡峰山町（現・京丹後市）出身の元騎手・現調教助手。

## 来歴・人物
1989年3月に栗東・太宰義人厩舎からデビューし、同期には田中勝春、角田晃一らがいる。1年目の1989年は同4日の中京第1競走4歳未勝利・パンタレイ（13頭中3着）で初騎乗を果たし、25日の中京第11競走4歳以上400万下・エリモシンボルで初勝利を挙げる。6月10日の阪神では初の1日2勝、7月1日と翌2日には中京で初の2日連続勝利をマーク。12月には愛知杯でロングゴーカイに騎乗しグレートモンテの2着に入り、初年度から23勝を挙げる。若手期待のホープとして注目され、3年目の1991年まで3年連続2桁勝利で20勝台を記録。
2年目の1990年はセイユウ記念でフクセンヒカリ、タマツバキ記念でサハララインに騎乗して3着、エイシンウイザードでは阪神牝馬特別でメインキャスターのクビ差2着に入る。3年目の1991年には札幌3歳ステークスをイイデザオウで逃げてニシノフラワーの3着に粘り、阪神牝馬特別・マチノコマチで重賞初勝利を挙げた。1995年から1997年には3年連続2桁勝利を記録し、1996年には自己最多の29勝をマークすると、外国産馬オープニングテーマでダート戦2連勝から初めての芝で初GIの朝日杯3歳ステークスに挑戦。レースは前半800mが45秒2の超ハイペースとなり、逃げたアサカホマレが早々に失速する中で4コーナーで抜け出しを図る。直線でも二の足を使って粘り、マイネルマックスにゴール前できっちりと差し切られたものの、エアガッツ・ランニングゲイル・クリスザブレイヴを抑えてのクビ差2着と健闘。1997年からはフリーとなり、中日スポーツ賞4歳ステークスでは2番手から抜け出して6年ぶりの重賞制覇を飾る。1998年はクリスタルカップをマウントアラタで逃げてトキオパーフェクトの5馬身差2着に入り、4月19日の阪神第11競走難波ステークスでは89走して1度も1番人気が無かった9歳馬ファンドリリヴリアで逃げ切る。1999年から2004年まで6年連続2桁勝利を記録し、2000年から2003年まで4年連続20勝台をマーク。2000年はタマモストロングでマーチステークス、2001年はタムロチェリーで小倉2歳ステークスを制す。
タマモストロングでは重賞未出走馬ながらトップハンデを課せられたマーチステークスをスマートボーイに3馬身差の圧勝劇で破竹の7連勝とし、金沢の白山大賞典を制すと、上山のさくらんぼ記念では2着に6馬身差の圧勝で連勝。2001年のかしわ記念ではノボトゥルーをクビ差下すなど、全国各地でダート重賞をもぎ取った。スマートボーイとはレースが一緒になることが多く、伊藤直人もタマモストロングのことが「あの馬さえいなければ勝てたのにな」と思うほど印象に残り、自分の中では「コイケストロング」と呼んでいた。
タムロチェリーは青森産馬で、未勝利戦から連闘で参戦した小倉2歳ステークスで初コンビを組む。単勝107.8倍で15頭中15番人気であったが、後方からメンバー中最速の上がりを披露して一気に差し切り、先行する2番人気のオースミエルストをクビ差差し切って重賞制覇に導いた。前半3F33秒7のペースをほぼ最後方で追走し、4コーナーの下り坂を利して勢いを付け、300mに満たない小倉の短い直線で豪快に追い込んだ。続くファンタジーステークスで+16kgと一回り大きくなった姿を見せたが、坂の下りから早めに進出するも、馬群の狭い所に入ってしまい最後方まで後退してしまう。再び盛り返す脚こそ見せたものの、3番手からスムーズに抜け出したキタサンヒボタンから遅れること0秒9差の10着に終わる。ファンタジーステークスの翌週に西園正都調教師は悩んだ末に小池からオリビエ・ペリエへのスイッチを決断し、ペリエは快諾の意向を示したため、小池は降板している。中央での重賞勝利は無かったが、ロングカイソウで交流重賞を2勝する。2002年のさくらんぼ記念では2着スナークレイアースに8馬身差付ける圧勝でレコード勝ちし、同レース2勝目を挙げる。2003年には佐賀のサマーチャンピオンを制し、中央では武蔵野ステークスで11番人気ながらサイレントディール・ハギノハイグレイドに次ぐ3着に入ったのが最高であった。1999年のファストフレンド以来の3着馬で、2022年にギルデッドミラーが勝利するまで、同レースに出走した牝馬の最高着順であった。
2000年はラベンダー賞をテンザンデザートでマイネルジャパンを半馬身差抑えて逃げ切り、函館3歳ステークスではベストタイクーンで逃げてマイネルジャパンの3着に入る。テンザンデザートでは2001年のフィリーズレビューでも逃げ、ローズバド・ハッピーパスの3着であった。2002年にはシリウスステークスでヤマカツスズランを逃がし、スターリングローズ・ダブルハピネスに次ぐ3着。
2000年11月5日には京都第4競走3歳新馬をカルストンライトオで4馬身差の逃げ切り勝ちし、朝日杯3歳ステークスでは不利と言われる中山芝1600ｍの外枠ながら、持ち前のスピードで楽に先手を奪ったが、直線坂下で後続に捕まりメジロベイリーの8着に敗退。
2003年はマイネアイルで京都牝馬ステークスは好スタートからハナを奪ってすんなり自分のパターンに持ち込み、直線でも一旦は突き放しにかかる内容であったが、5番手追走からソツなく好位に付けて流れに乗り抜け出したチアズメッセージに交わされて2着に終わる。ダービー卿チャレンジトロフィーでは直線で先に抜け出したが、中団にいたダンツジャッジにゴール寸前でクビ差捕らえられて2着。
2004年には九州産馬限定の新馬戦で鹿児島産馬テイエムチュラサンに騎乗し、直線早め先頭からそのまま押し切りデビュー勝ちを決め、スピードの違いで2着馬に2馬身半を付ける完勝であった。ひまわり賞でも好スタートから先頭に立つと、向正面で押してテイエムヒットベが並びかけたが譲らず、直線でも脚色衰えることなく後続を完封し人気に応えた。1馬身差を付けての逃げ切り勝ちで、ここでも九州産馬同士ではスピードが違うとばかりの勝利であった。
その後は2005年5勝→2006年4勝→2007年2勝と勝ち星は年々減っていく。2006年10月22日の東京競馬第9競走三峰山特別でナムラカイソクに騎乗し、直線が非常に長く感じるほど最後は非常に際どくなったが、通算300勝を達成。2007年4月14日の阪神第6競走4歳以上500万下・ボストンゴールドで最後の勝利を挙げ、5月9日より河内洋厩舎に所属するが、同年6月30日付で現役を引退。最終騎乗日となった同日には阪神で2鞍に騎乗し、第1競走3歳未勝利・ディバイロは6着、第9競走3歳以上500万下・ネヴァテルミーは11着に終わった。
引退後は河内厩舎の調教助手に転身した。

## 騎手成績
|            | 日付           | 競馬場・開催  | 競走名                   | 馬名               | 頭数 | 人気 | 着順 |
| ---------- | -------------- | ------------- | ------------------------ | ------------------ | ---- | ---- | ---- |
| 初騎乗     | 1989年3月4日   | 1回中京1日1R  | 4歳未勝利                | パンタレイ         | 13頭 | 9    | 3着  |
| 初勝利     | 1989年3月25日  | 1回中京7日11R | 4歳以上400万下           | エリモシンボル     | 14頭 | 5    | 1着  |
| 重賞初騎乗 | 1989年8月6日   | 2回小倉8日11R | 北九州記念               | エイシンテンペスト | 15頭 | 14   | 15着 |
| 重賞初勝利 | 1991年12月15日 | 1回阪神6日10R | 阪神牝馬特別             | マチノコマチ       | 15頭 | 10   | 1着  |
| GI初騎乗   | 1990年11月18日 | 4回京都6日10R | マイルチャンピオンシップ | エイシンウイザード | 18頭 | 8    | 6着  |

| 通算成績 | 1着 | 2着 | 3着 | 4着以下 | 騎乗回数 | 勝率 | 連対率 |
| -------- | --- | --- | --- | ------- | -------- | ---- | ------ |
| 平地     | 302 | 283 | 352 | 4068    | 5005     | .060 | .117   |

### 主な騎乗馬
- マチノコマチ（1991年阪神牝馬特別）
- オープニングテーマ（1997年中日スポーツ賞4歳ステークス）
- タマモストロング（2000年マーチステークス）
- タムロチェリー（2001年小倉2歳ステークス）

その他
- エイシンサニー
- カルストンライトオ
- テイエムチュラサン
- ヤマカツスズラン